# Mental (web-série)
Mental est une web-série française, réalisée par Slimane-Baptiste Berhoun et diffusée en ligne depuis le 25 octobre 2019 sur France.tv Slash.
Adaptation d'une série finlandaise (Sekasin (fi), 2016), on y suit la vie d'un groupe d'adolescents pensionnaires d'un service de pédopsychiatrie.

## Synopsis
L'histoire se déroule dans la clinique fictive Les Primevères, plus précisément dans son service de pédopsychiatrie. À 17 ans, Marvin s'y fait admettre par la justice à la suite de son interpellation par la police. Il va y rencontrer notamment Mélodie, Simon et Estelle, trois autres adolescents pensionnaires en thérapie depuis peu. Jour après jour, aidés par l'équipe soignante et leur amitié naissante ils vont se confronter à leurs difficultés respectives.

## Distribution

### Personnages principaux
- Constantin Vidal : Marvin Hennequin
- Lauréna Thellier : Estelle Moreau
- Louis Peres : Simon Bellem
- Alicia Hava : Mélodie
- Léo Grêlé : Hippolyte
- Nicole Ferroni : Gaëlle
- Riad Gahmi : Ryad
- Déborah Lukumuena : Maximilienne (saison 2)
- Enak Dogit : Thaïana (saison 2)
- Julien Lopez : Harmattan (saison 2)
- Benoit Blanc : Guillaume (saison 2)

### Personnages récurrents
- Clément Naslin : Gary
- Évelyne El Garby-Klaï : Sherifa
- Nicolas Fine : Pierrick

Saison 1
- Husky Kihal : Serge (saison 1)
- Nadia Richard : Laura (saison 1)
- Guillaume Cloud Roussel : Robin (saison 1)
- Sarah Fitri : Ophélie (saison 1)
- Inès Melab : Elise (saison 1)
- Salif Cissé : Idriss (saison 1)
- Pauline Drach : Zoé (saison 1)
- Ayumi Roux : Arianne (saison 1)
- Marie-Aude Barrez : Lydia (saison 1)
- Mathilde Cerf : Emma (saison 1)

Saison 2
- Anne Comte : Alexandra (saison 2)
- Cécile Bournay : Corinne (saison 2)
- Yannick Rosset : Benoit (saison 2)
- Manoë Richardier : Marion (saison 2)
- Léa Zerbib : Sonia (saison 2)
- Valérian Moutawe : Cousin de Mélody (saison 2)
- Meryl Mourey : Aide-soignante (saison 2)
- Danielle Rochard : Cantinière (saison 2)
- Renaud Bechet : Gérant du gite (saison 2)
- Grégoire Blanchon (saison 2)
- Bruno Campelo (saison 2)

## Tournage
Les scénaristes se sont longtemps immergé dans des services psychiatriques afin de réaliser la série. La série est tournée en Auvergne-Rhône-Alpes, à la Maison du bon pasteur à Clermont-Ferrand (Puy-de-Dôme).

## Fiche technique
- Titre original : Mental
- Création : Marine Maugrain-Legagneur et Victor Lockwood, adaptation du concept de la série finlandaise Sekasin[5]
- Réalisation : Slimane-Baptiste Berhoun
- Scénario : Marine Maugrain-Legagneur et Victor Lockwood
- Décors : Edwige Le Carquet
- Photographie : Xavier Dolleans
- Son : Arnaud Trochu
- Montage : Jeremy Pitard et Pauline Rebiere
- Musique : LoW Entertainment
- Casting : Nicolas Derouet et Christelle Dufour
- Production : Nicolas Trabaud
- Sociétés de production : Black Sheep Films, EndemolShine France, avec la participation de France Télévisions
- Sociétés de distribution : France.tv Slash (France)
- Pays d'origine :  France
- Langue originale : français
- Format : Couleur
- Genre : Comédie, drame
- Durée : 20 minutes

## Épisodes

### Saison 1 (2019)
1. Tchudak
2. Deal
3. La Fille aux cheveux bleus
4. Effets secondaires
5. La Théorie de la main
6. Je suis… je suis… je suis
7. Faut qu'ça mousse
8. Benzodiazépine
9. Les Bails
10. Après

### Saison 2 (2021)
Elle est diffusée sur France.tv Slash le 2 avril 2021 en intégralité.
1. Big Bang
2. Bill Bumblebee
3. La Culotte à Givors
4. Cyclothymie
5. Mad Pride
6. OVNI
7. Rewind
8. Rites de passage
9. Un max de Max
10. De l'autre côté

## Critiques
Les critiques sont globalement très positives' :
Une moyenne de 4,2 sur 5 chez Allociné. 7,7 sur 10 chez Senscritique. Les critiques soulignent que la série est réussie et n'est pas stigmatisante et évite les clichés''''.